# Hayley Squires
Hayley Squires (n. Forest Hill, Londres; 16 de abril de 1988) es una actriz y dramaturga británica conocida por su trabajo en la película de Ken Loach Yo, Daniel Blake. Ha aparecido numerosas veces en la televisión y su primera obra, Vera Vera Vera, fue producida por el Royal Court Theatre en 2012.
Hayley fue nominada a mejor actriz de reparto en los premios BAFTA por su papel de Katie en Yo, Daniel Blake en 2017. En mayo de 2017 se anunció que Hayley se uniría al elenco de Cat on a Hot Tin Roof en The Apollo Theater, y la obra se mantuvo en cartel desde julio hasta octubre de 2017. El elenco también incluyó a Sienna Miller, Jack O'Connell y Colm Meaney. La obra fue dirigida por Benedict Andrews.

## Filmografía
| Año  | Título                    | Personaje     | Observaciones                           |
| ---- | ------------------------- | ------------- | --------------------------------------- |
| 2013 | Complicit                 | Joan          | Dirigida por Niall MacCormick           |
| 2014 | Blood Cells               | Hayley        | Dirigida por Luke Seomore y Joseph Bull |
| 2015 | A Royal Night Out         | Debbie        | Dirigida por Julian Jarrold             |
| 2015 | Polar Bear (cortometraje) | Lea           | Dirigida por Sean Buckley               |
| 2016 | Yo, Daniel Blake          | Katie         | Dirigida por Ken Loach                  |
| 2016 | Away                      | Kaz           | Dirigida por David Blair                |
| 2017 | Giantland                 | Mamá          | Dirigida por Yousaf Ali Khan            |
| 2018 | In Fabric                 |               | Dirigida por Peter Strickland.          |
| 2018 | Collateral                | Lauri Stone   | Miniserie Dirigida por S. J. Clarkson.  |
| 2021 | In the Earth              | Olivia Wendle | Dirigida por Ben Wheatley               |
| 2022 | The Essex Serpent         | Martha        | Dirigida por Clio Barnard               |
| 2023 | Beau tiene miedo          | Penelope      | Dirigida por Ari Aster                  |